# 신카나리아
신카나리아(본명: 신경녀, 본명 한자: 申景女, 1912년 10월 26일~2006년 11월 24일)는 일제강점기부터 활동한 대한민국의 가수 겸 영화 배우로, 본명은 신경녀(申景女)이고, 일제 강점기 시대 함남 원산 출생이다.

## 생애
함경남도 원산부 출신으로 원산루씨고등여학교를 중퇴하였다. 가정 형편이 어려워 학업을 계속하지 못했으나, 기독교 교회를 통해 성악가 이인범의 누나인 이옥현에게 노래를 배웠다.
임서방이 이끄는 조선예술좌가 원산 지역에 순회 공연을 왔을 때 그를 찾아가 가수로 데뷔하게 되었다. 
후에 신카나리아는 한때 임서방과 결혼했었다. 이동극단 막간 가수로 가수 활동을 시작한 뒤 1928년에는 〈뻐꾹새〉와 〈연락선〉을 취입하여 정식으로 데뷔했다. 
가수 활동을 하면서 신카나리아라는 예명을 사용하여 한국 최초로 예명(예능인이 본명 이외에 따로 지어 부르는 이름)을 사용한 가수가 되었다.
곱고 간드러진 목소리로 "산골짝에서 졸졸졸 흐르는 냇물소래"와 같다는 평을 들었고, 막간 무대에서 부른 〈강남달〉과 〈강남제비〉을 비롯하여 〈나는 열일곱살이예요〉, 〈베니스 노래〉, 〈에헤라 좋구나〉, 〈애수의 부르스〉, 〈노들강변〉, 〈그 님은 떠나고〉 등의 히트곡을 남겼다. 이 가운데 원제가 〈무궁화 강산〉인 전수린 작곡의 〈에헤라 좋구나〉는 신카나리아 자신이 즐겨 부른 애창곡이었다.
1938년 이후로는 음반 활동보다 악극단 공연에 좀 더 집중하였고, 태평양 전쟁 종전 후에는 김해송의 KPK악극단에서 활동하였다. 
이 무렵 첫 남편인 임서방과 이혼하고, 시나리오 작가인 이익(본명 이순재)과 재혼하여, 함께 새별악극단을 창립하고 순회 공연을 벌였다.
한국 전쟁 중에 인민군한테 끌려가, 조선인민군과 함께 북쪽으로 가던 중 폭격을 틈타 탈출해 나온 일화가 있다. 
탈출 후에는 대한민국 국방부 정훈국 소속으로 위문 공연에 참여했다. 
1960년대에 대한가수협회 부회장을 역임하였으며, 1970년대 초중반에는 서울 중구 충무로에서 《카나리아 다방》을 운영하면서 동료 가수들이 모이는 장소가 되기도 했다.
재혼한 두번째 부군 김화랑(본명 이순재)이 1976년 12월 31일 병으로 죽고 나서, 한때 1978년 당시 미국 일리노이 주 시카고(Chicago)로 이민했다가 1983년 귀국한 이후에도, 상당히 활발한 방송 생활 등을 했고, 특히 KBS TV 프로그램 《가요무대》에 원로가수 접대를 받으며 출연하였다. 
2002년 9월, 《추석특집 가요무대》에 출연했던 것을 마지막으로, 사실상 은퇴하였으며, 고령으로 인한 노환으로 3년 7개월 가량의 투병 생활을 해오다 2006년 11월 24일 95세(만 94세)에 노환으로 고인이 되었다. 
고인의 사위 이종광 씨는 "장모님께서는 3년 전의 4월경부터 중풍으로 인해 거동이 많이 불편하셨다."라고 털어놓았다.
장례식은 11월 26일 한국연예협회 가수분과위원회장으로 치러졌다. 
고인은 경기도 벽제 승화원에서 화장된 후 전라북도 임실군 강진면 백련리에 위치한 국립임실호국원에 안장되었다.

## 히트곡
교회 성가대에서 이인범의 동생 이옥현(李玉賢)에게 지도를 받았고, 조선예술좌(朝鮮藝術座)에 가입했을 때 목소리가 귀엽다고 해 카나리아라고 부르게 되었다. 
임서방(任曙昉)의 배려로 신무대(新舞臺)의 막간가수로 노래하게 됐고, 시에론음반에 취입한 "사랑이여 굽히지 마오"를 시작으로 콜럼비아·빅타·태평 등의 레코드사로 옮겨 다니며 녹음하였다.
음반에 취입한 "뻐꾹새"·"연락선" 등이 있지만, 오히려 무대에서 노래한 "강남달"·"강남제비" 등이 더 유명했다. 문수일·이경환 등과 함께 연극시장(演劇市場)에서 활동했으며, 또한 송해천·전경희·박정옥·나품심 등과 함께 신무대에서 활동했다.
일제강점기 그녀가 취입한 "돌려주셔요 그 마음"·"멋대강씨"·"모던 일경" 등의 유행가·유행소곡은 일본 콜럼비아음반에 전하고, 그녀가 취입한 "달빛"·"매암이(매미)"·"무궁화강산"(無窮花江山) 등의 여러 유행가는 태평음반에 전한다. 강금자와 함께 시에론음반에 취입한 동요 "달빛"과 "웃는 달림," 유행소패(流行小唄) "연애소패"(戀愛小唄)와 "웅대한 이상," 동요 "뻐국이," 유행소패 "한숨 고개"와 가극소패(歌劇小唄) "사랑아 곡절(曲莭) 없어라," 유행소패 "옛터를 찾아서"와 "인생은 초로 같다" 등 여러 노래는 『三千里』(1932) 4권 7호·8호에 소개되었다. 1933년 6월 16일 동서음악연주회(東西音樂演奏會) 때 출연했고, 태평음반에 유행가 두 곡을 취입하였다. "뻐꾹새"·"강남 제비"·"베니스의 노래" 등을 취입하여 대중가요 발전에 이바지하였다.

## 같이 보기
- 임서방
- 이익
- 이인범
- 김해송

## 참고자료
- 이동순 (2008년 2월 14일). “[이동순의 가요이야기 .24] 식민지 갇힌 삶을 노래한 신카나리아”. 영남일보. 2008년 7월 18일에 확인함. |제목=에 지움 문자가 있음(위치 1) (도움말)[깨진 링크(과거 내용 찾기)]